# Brædstrup Station
Brædstrup Station er en nedlagt dansk jernbanestation i Brædstrup.
Stationen blev oprettet i 1899 og fungerede i 69 år, indtil jernbanen blev nedlagt i 1968.
55°58′20.67″N 9°36′36.81″Ø / 55.9724083°N 9.6102250°Ø